# Mary Louisa Martin

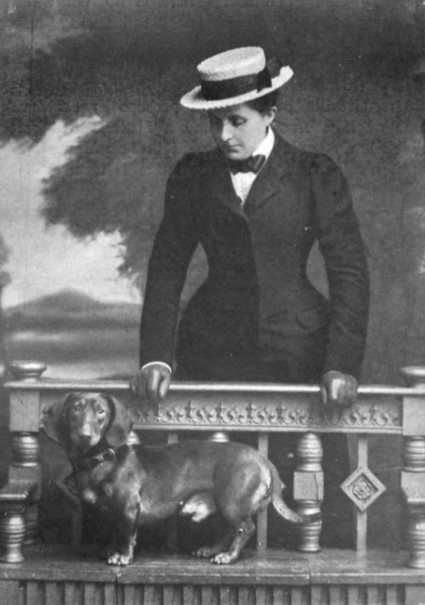
Martin (vor 1903)

Mary Louisa „Mollie“ Martin (* 3. September 1865 in Newtowngore, Grafschaft Leitrim, Irland; † 24. Oktober 1941 in Portrush, Nordirland) war eine irische Tennisspielerin.
Martin gewann zwischen 1889 und 1903 neunmal die irischen Meisterschaften. Bei den Wimbledon Championships 1898 erreichte sie das Finale, unterlag dort jedoch Charlotte Cooper mit 6:4 und 6:4.